# شوتسینگن
شهر شوتسینگن (به آلمانی: Schwetzingen) در ایالت بادن-وورتمبرگ در کشور آلمان واقع شده‌است.